# Grubby
Grubby（1986年5月11日—），原名曼努埃尔·申克赫伊岑（荷蘭語：Manuel Schenkhuizen），荷兰《魔兽争霸III》職业电子竞技选手。主要种族为兽族。被譽為獸族皇帝或獸族宗師。其父爱好尖端技术，小时候便与哥哥一起受到电子游戏的影响。一开始他爱好的是《星际争霸》，2003年出道成为魔兽选手。2005、2006和2009年曾获“世界最佳魔兽争霸选手”称号被譽為擁有“夢幻般的操作和神樣意識”的天才選手。曾獲得2次WCG分別為2004年與2008年（世界電子競技大賽）和1次ESWC（電子競技世界盃）世界冠軍，並於2008年進入WCG名人堂。2013年8月，Grubby打進了暴風雪娛樂舉辦的WCS世界星海聯賽第二賽季總決賽，於16強賽敗北。